# Kyra Sedgwick
Kyra Minturn Sedgwick (* 19. srpen 1965, New York, USA) je americká herečka.

## Počátky
Narodila v New Yorku do rodiny učitelky a terapeutky Patricie a finančníka Henryho. Matka je židovského původu. Z otcovy strany je pak vzdálenou příbuznou spousty v USA známých osobností, například soudce Theodora Sedgwicka, zakladatele školy v Grotonu Endicotta Peabodyho, či ministra Johna Lathropa. Rodiče se rozvedli, když jí byly 4 roky. Má titul z univerzity v Jižní Kalifornii.

## Kariéra
Před kamerou se poprvé objevila v roce 1982 v seriálu Another World. Více se pak objevovala například v seriálu Queen’s Supreme, známá je však spíše svou hlavní rolí v seriálu Closer.
Vidět jsme ji mohli v několika úspěšných celovečerních filmech. K těm patří filmy jako Narozen 4. července, Vražda prvního stupně, Fenomén nebo Vysloužilí lvi.

## Ocenění
V roce 2007 získala za roli v seriálu Closer Zlatý glóbus. Na toto ocenění za svou kariéru byla nominována celkem sedmkrát.
V roce 2010 získala za roli v seriálu Closer také cenu Emmy. Nominována pak na toto ocenění byla za celou kariéru ještě čtyřikrát.
Je také držitelkou DVD Exclusive Award, Gracie Allen Award, People’s Choice Award, dvou cen Satellite Award a je držitelkou ceny filmového festivalu ve Phoenixu a ceny Society of Camera Operators. Celkem za svoji kariéru byla nominována na 48 ocenění.
Je také držitelkou hvězdy na Hollywoodském chodníku slávy.

## Osobní život
Od roku 1988 je manželkou herce Kevina Bacona, se kterým má syna Travise (narozen 1989) a dceru Sosie (1992). Je také tetou hudebníků George Nozuky a Justina Nozuky. V roce 2011 prozradila, že ona a Kevin Bacon jsou příbuzní z devátého rodinného kolene.

## Filmografie

### Filmy
- 1985 - War and Love
- 1986 - Tai-Pan
- 1988 - Kansas
- 1989 - Narozen 4. července
- 1990 - Pán a paní Bridgeovi
- 1991 - Pyrates
- 1992 - Singles
- 1993 - Srdce a duše
- 1995 - Vražda prvního stupně, Síla lásky, The Low Life
- 1996 - Fenomén
- 1997 - Kritická péče
- 1998 - Montana
- 2000 - Co se vaří?, Labor Pains
- 2002 - Životní rychlost, Polibkem to začíná
- 2003 - Vysloužilí lvi, Za červenými dveřmi
- 2004 - The Woodsman, Dlouhá cesta zpátky
- 2005 - Miláček
- 2007 - Plán hry
- 2009 - Gamer
- 2012 - Muž na hraně, Kletba z temnot
- 2013 - Kill Your Darlings, Chlorine

### Televizní filmy
- 1987 - Jsem uprchlý trestanec
- 1990 - Women and Men: Stories of Seduction
- 1992 - Slečna Rose Whiteová
- 1993 - Rodinné fotografie
- 1996 - Losing Chase
- 1998 - Twelfth Night, or What You Will
- 2001 - Hudson's Law
- 2002 - Ode dveří ke dveřím
- 2003 - Batman: Záhada Batwoman
- 2004 - Něco, co stvořil Bůh
- 2008 - Liga spravedlivých: Nová hranice

### Televizní seriály
- 1982 - Another world
- 1985 - ABC Afterschool Specials, Miami Vice
- 1986 - Neuvěřitelné příběhy
- 1987 - American Playhouse
- 2000 - Talk to me
- 2002 - Ally McBealová, Stanley
- 2003 - Queens Supreme
- 2005-2012 - Closer
- 2010 - Sesame Street